# 転封
転封（てんぽう）は、知行地、所領を別の場所に移すことである。国替（くにがえ）、移封（いほう）とほぼ同義である。
史料上は「国替」、「所替」（ところがえ）、「得替」（とくたい）等が使用された。

## 概要
戦国期には大名領国を形成した戦国大名が滅亡・没落国衆の旧領を接収して直轄の御料所とし、これを源泉に服属国衆の転封を行い家臣団統制を行っている。転封は戦国大名の領国統制を示すものであるが、一方で有力国衆など転封の不可能な家臣も存在しており、戦国大名の転封には限界があったと考えられている。
近世において、豊臣政権や江戸幕府など統一権力が諸大名に対して有していた処分権、統制権の一つ。太閤検地以降は大名の領土であっても、究極的土地所有権は天下人や征夷大将軍にあるとの観念の下に行われた。もっとも、恩賞としての加増を伴う転封も多く行われたため、一概に処分・統制とは言い切れない。
統一政権による転封の初見は、天正18年（1590年）豊臣秀吉が徳川氏を駿河国駿府から武蔵国江戸に移した事例とされている。なお、家康の旧領には尾張国清須の織田信雄（信長の子）を転封させる予定であったが、これを拒絶した信雄は改易されている。江戸時代に入り、幕府による転封が行われるが、その初期は外様大名の地方転出、その跡への徳川系大名（親藩・譜代）の進出を基軸として行われた。中期以降は外様大名の転封は極端に減少し、幕府役職就任に伴う徳川系大名の行政的転封が主流となる。
一方で、転封によって武士の在地領主的側面が切り離され、地方知行制から俸禄制への移行を促進する役割も担った事実がある。これは、近世大名がその家中を統率する上で非常に重要な出来事であり、戦国大名とは区別される一要素でもある。
百姓等領民にとって転封は、領主の交替により、それまでに獲得してきた諸権利を否定される可能性もあるため、反対一揆を起こすこともあった。また、転封法度に未進や借り物の棄破等の文言があったため、土地の売買証文の中には徳政拒否文言が早い段階で記されるようになる。
江戸時代を通じて幕府の諸大名に対する絶対的な権力であったため、老中水野忠邦の主導する天保の改革における天保11年(1840年)の三方領地替えの失敗は、「幕府権力の低下を象徴」する出来事であった。